# Città di Yarra
La città di Yarra è una Local Government Area che si trova nello Stato di Victoria. Essa si estende su una superficie di 20 chilometri quadrati e ha una popolazione di 74.090 abitanti. La sede del consiglio si trova a Richmond.

## Amministrazione

### Gemellaggi
- Baucau